# Mathew Batsiua
Mathew Jansen Detumarong Batsiua (ur. 26 lub 27 maja 1971) – nauruański polityk. Reprezentant okręgu wyborczego Boe.
Z zawodu jest urzędnikiem. Startował m.in. w wyborach parlamentarnych na Nauru w 2003 roku. Zajął trzecie miejsce w okręgu Boe, minimalnie przegrywając z Kinzą Clodumarem. Wystartował również w wyborach w 2004 roku, tym razem je wygrywając. Od tej pory, nieprzerwanie zasiada w Parlamencie Nauru. W gabinecie Marcusa Stephena, pełnił funkcje ministra sportu, zdrowia i sprawiedliwości.  10 listopada 2011 został ministrem spraw zagranicznych w rządzie Fredericka Pitchera. Jednak już pięć dni później, tj. 15 listopada, Pitcher otrzymał wotum nieufności i został zastąpiony przez Sprenta Dabwido, który z kolei przejął od Batsiuy stanowisko ministra spraw zagranicznych. Batsiua zachował miejsce w parlamencie; ponadto za kadencji Dabwido, Batsiua był członkiem pięciu parlamentarnych komitetów: ds. zleceń stałych, ds. legislacyjnych, sektora prywatnego oraz komitetu konstytucyjnego i komitetu finansów publicznych. W wyborach w 2013 roku, uzyskał reelekcję. W 21. parlamencie niepodległego Nauru, Batsiua jest członkiem komitetu ds. konstytucyjnych oraz członkiem komitetu legislacyjnego.
W przeszłości, Batsiua był wiceprzewodniczącym Nauruańskiej Federacji Koszykówki.